# Kanton Fontaine-Vercors
Der Kanton Fontaine-Vercors ist seit 2015 ein französischer Wahlkreis im Arrondissement Grenoble im Département Isère der Region Auvergne-Rhône-Alpes. Hauptort ist Fontaine.

## Gemeinden
Der Kanton besteht aus zehn Gemeinden und Gemeindeteilen mit insgesamt 38.671 Einwohnern (Stand: 2022) auf einer Gesamtfläche von 302,59 km²:
| Gemeinde                    | Einwohner 1. Januar 2022 | Fläche km² | Dichte Einw./km² | Code INSEE | Postleitzahl |
| --------------------------- | ------------------------ | ---------- | ---------------- | ---------- | ------------ |
| Autrans-Méaudre en Vercors  | 3.005                    | 77,89      | 39               | 38225      | 38112        |
| Corrençon-en-Vercors        | 368                      | 39,34      | 9                | 38129      | 38250        |
| Engins                      | 429                      | 20,64      | 21               | 38153      | 38360        |
| Fontaine                    | 11.382                   | 5,21       | 2.185            | 38169      | 38180        |
| Lans-en-Vercors             | 2.698                    | 38,67      | 70               | 38205      | 38250        |
| Noyarey                     | 2.321                    | 16,86      | 138              | 38281      | 38360        |
| Saint-Nizier-du-Moucherotte | 1.132                    | 11,26      | 101              | 38433      | 38250        |
| Sassenage                   | 11.579                   | 13,31      | 870              | 38474      | 38360        |
| Veurey-Voroize              | 1.392                    | 12,21      | 114              | 38540      | 38360        |
| Villard-de-Lans             | 4.365                    | 67,20      | 65               | 38548      | 38250        |
| Kanton Fontaine-Vercors     | 38.671                   | 302,59     | 128              | 3807       | –            |

1. ↑   Nur der nordwestliche Teil der Gemeinde, der Rest gehört zum Kanton Fontaine-Seyssinet.

## Veränderungen im Gemeindebestand seit der landesweiten Neuordnung der Kantone
2016: Fusion Autrans und Méaudre → Autrans-Méaudre en Vercors